# Mettray
Mettray ist eine französische Gemeinde mit 2079 Einwohnern (Stand: 1. Januar 2022) im Département Indre-et-Loire in der Region Centre-Val de Loire; sie gehört zum Arrondissement Tours und zum Kanton Vouvray. Die Einwohner werden Mettrayen(ne)s genannt.

## Geographie
Mettray liegt am Fluss Choisille etwa sieben Kilometer nordnordwestlich von Tours. Umgeben wird Mettray von den Nachbargemeinden Saint-Antoine-du-Rocher im Norden, Chanceaux-sur-Chosille im Nordosten, Notre-Dame-d’Oé im Osten, Tours im Süden und Südosten, Saint-Cyr-sur-Loire im Süden, La Membrolle-sur-Choisille im Westen und Südwesten sowie Charentilly im Nordwesten.

## Geschichte
1873 wurde die Nachbargemeinde La Membrolle-sur-Choisille aus Mettray ausgegliedert und eigenständig.

### Bevölkerungsentwicklung
| Jahr      | 1962 | 1968 | 1975 | 1982 | 1990 | 1999 | 2006 | 2017 |
| Einwohner | 1036 | 1021 | 1083 | 1368 | 1916 | 2029 | 1882 | 2068 |

## Sehenswürdigkeiten
- Dolmen de la Grotte aux Fées nördlich des Ortes
- Kirche Saint-Symphorien, 1847 erbaut
- Reste der früheren Straf- und Arbeitskolonie mit früherer Kapelle von 1843
- Schloss La Ribellerie aus dem 18. Jahrhundert
- Schloss Le Petit-Bois aus dem 14. Jahrhundert
- Schloss Les Grandes-Brosses aus dem 18. Jahrhundert
- Herrenhaus Les Berruries aus dem 19. Jahrhundert
- Herrenhaus Bel-Ebat aus dem 19. Jahrhundert

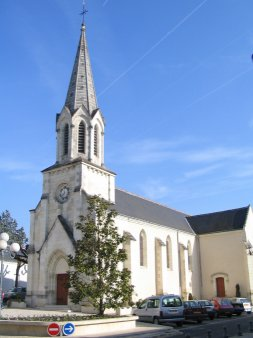
Kirche Saint-Symphorien
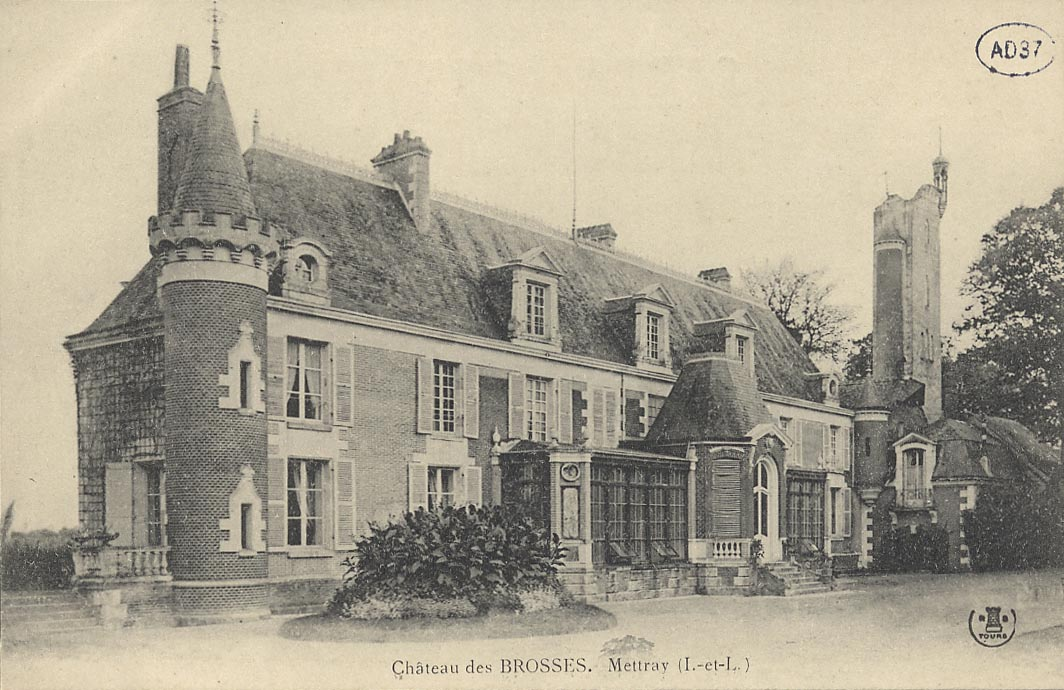
Alte Postkarte des Château des Brosses
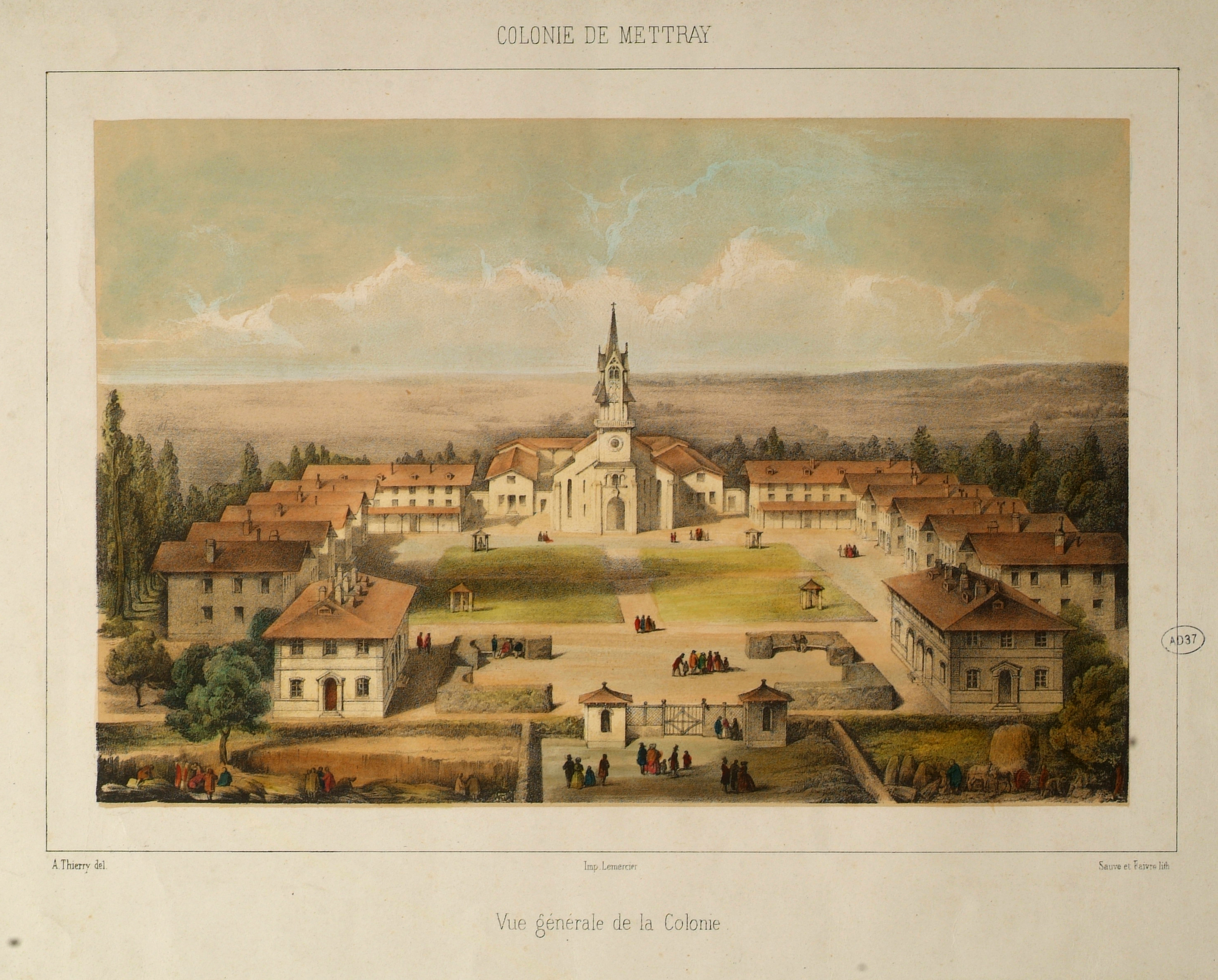
Alte Postkarte der früheren Straf- und Arbeitskolonie

## Persönlichkeiten
- Marcel Carpentier (1895–1977), Offizier